# Jeminovac
Jeminovac (1900-ig Eminovci, 1910-től 1931-ig Požeški Eminovci, 1948-tól 1981-ig Jeminovac Čečavački) falu Horvátországban Pozsega-Szlavónia megyében. Közigazgatásilag Bresztováchoz tartozik.

## Fekvése
Pozsegától légvonalban 16, közúton 18 km-re, községközpontjától légvonalban 10, közúton 12 km-re északnyugatra, Szlavónia középső részén, a Psunj-hegység lejtőin, a Brod-patak partján fekszik.

## Története

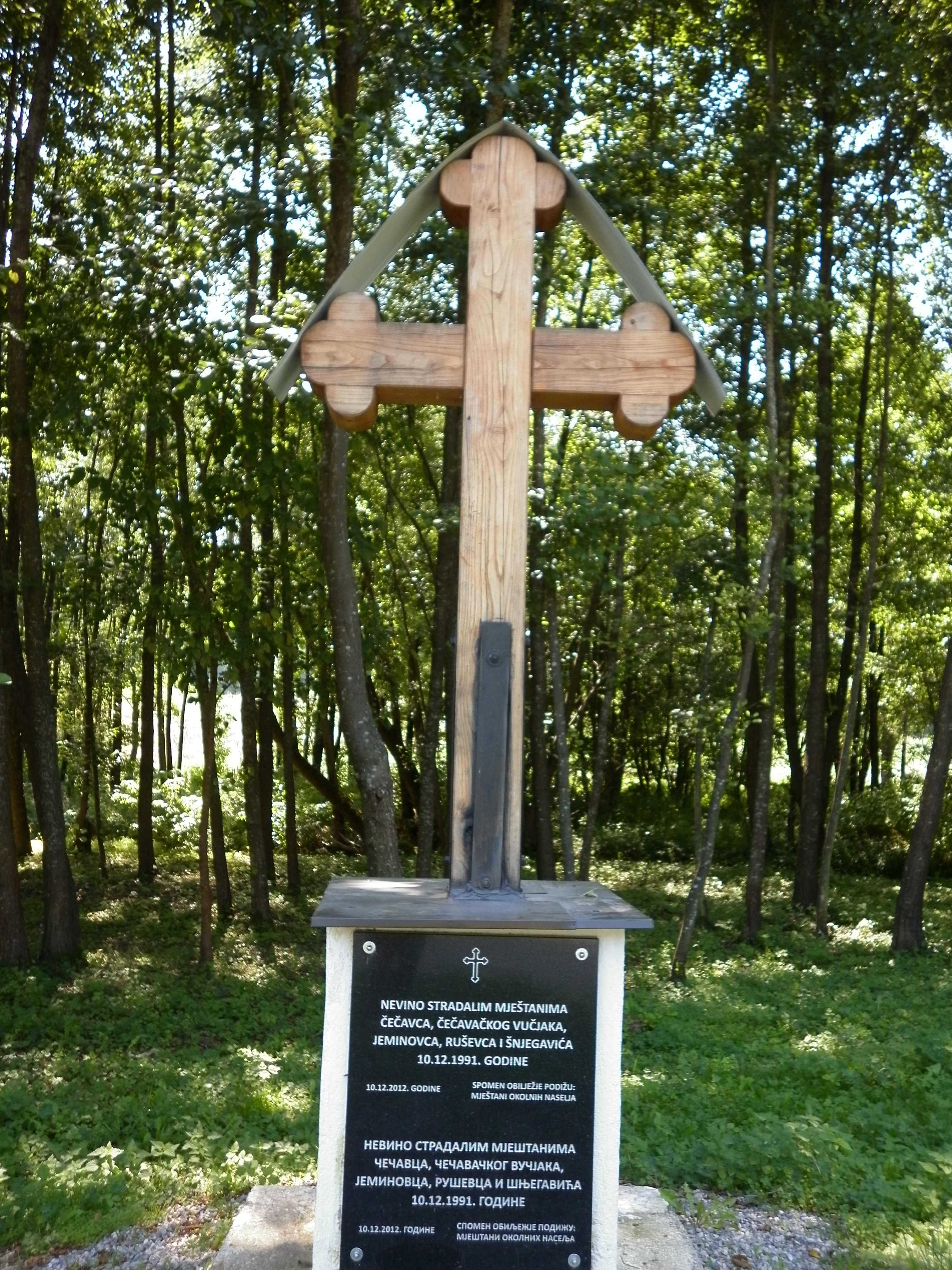
Az 1991-ben meggyilkoltak emlékműve

Területe már ősidők óta lakott, ezt bizonyítják a határában előkerült történelem előtti település maradványai. A falunak török uralom idején muzulmán lakossága volt, akik a felszabadítás során Boszniába távoztak, majd Boszniából érkezett pravoszláv vlachok telepedtek meg itt. Az első katonai felmérés térképén „Dorf Jeminovacz” néven látható. Lipszky János 1808-ban Budán kiadott repertóriumában „Eminovczy” néven szerepel. Nagy Lajos 1829-ben kiadott művében „Eminovczi” néven 18 házzal és 119 ortodox vallású lakossal találjuk. Iskoláját 1890-ben nyitották meg. 1890-ben 83, 1910-ben 107 lakosa volt. 1910-ben a népszámlálás adatai szerint teljes lakossága szerb anyanyelvű volt. Pozsega vármegye Pozsegai járásának része volt. Az első világháború után 1918-ban az új szerb-horvát-szlovén állam, majd később (1929-ben) Jugoszlávia része lett. Az áramot 1967-ben vezették be a településre. 1991-ben lakosságának 98%-a szerb, 2%-a horvát nemzetiségű volt. A horvátországi háború során 1991. október 29-én a Horvát Hadsereg lakosságát elűzte, az otthonmaradt, többnyire idős embereket lemészárolták. 
 2011-ben 7 lakosa volt.

## Lakossága
| Lakosság változása | Lakosság változása | Lakosság változása | Lakosság változása | Lakosság változása | Lakosság változása | Lakosság változása | Lakosság változása | Lakosság változása | Lakosság változása | Lakosság változása | Lakosság változása | Lakosság változása | Lakosság változása | Lakosság változása | Lakosság változása |
| ------------------ | ------------------ | ------------------ | ------------------ | ------------------ | ------------------ | ------------------ | ------------------ | ------------------ | ------------------ | ------------------ | ------------------ | ------------------ | ------------------ | ------------------ | ------------------ |
| 1857               | 1869               | 1880               | 1890               | 1900               | 1910               | 1921               | 1931               | 1948               | 1953               | 1961               | 1971               | 1981               | 1991               | 2001               | 2011               |
| 0                  | 0                  | 0                  | 83                 | 73                 | 107                | 92                 | 97                 | 107                | 116                | 106                | 93                 | 83                 | 66                 | 1                  | 7                  |

(1880-ig lakosságát Čečavački Vučjakhoz számították.)